# Посёлок пансионата «Ярославль»
Посёлок пансионата «Ярославль» — населённый пункт в Ярославском районе Ярославской области России. 
В рамках организации местного самоуправления входит в Карабихское сельское поселение; в рамках административно-территориального устройства включается в Карабихский сельский округ.

## География
Расположен на реке Которосль, в 18 км к юго-западу от центра города Ярославль и в 5 км к югу от села Карабиха.

## Население
| 2007 | 2010 |
| ---- | ---- |
| 278  | ↘258 |